# Revenu d'intégration
En Belgique, le revenu d’intégration  (appelé avant 2002 minimum de moyens d'existence, ou encore, minimex) est une aide sociale financière garantie accordée par les centres publics d'action sociale (CPAS).
Cette prestation sociale est instaurée par la loi du 26 mai 2002 concernant le droit à l'intégration sociale et son arrêté royal d'exécution du 11 juillet 2002 (portant règlement général en matière d'intégration sociale). Cette loi a remplacé la loi du 7 août 1974 instituant le droit à un minimum de moyens d'existence. Le changement d'appellation de 2002 n'a pas fondamentalement changé le mécanisme de l'aide : l'aide est toujours conditionnée et répond donc à des conditions d'octroi définies par la loi et son arrêté d'exécution.
Le droit au revenu d'intégration est un droit résiduaire, c'est-à-dire qu'il est subordonné à l’accomplissement de toutes les démarches utiles et nécessaires pour faire valoir ses droits à d’autres prestations sociales ou aux aliments auxquels on pourrait prétendre en vertu des législations belges et étrangères. Il n'est donc octroyé qu'au demandeur qui ne peut bénéficier d'aucune autre allocation sociale.
Le centre public d'action sociale doit donner au demandeur les informations et les conseils nécessaires pour l’aider à faire valoir ses droits sociaux. Il peut également le contraindre à faire valoir ses droits à une pension alimentaire à l’égard de son conjoint, de ses parents ou de ses enfants, conformément aux obligations d'aliments régies par le code civil.

## Conditions d’octroi
Pour prétendre au revenu d'intégration, il faut que l'intéressé en formule la demande au CPAS de son lieu de résidence et qu'il remplisse toutes les conditions d'octroi énoncées principalement à l'article 3 de la loi du 26 mai 2002.
Ces conditions sont les suivantes.
1. Condition dite « de nationalité » : le revenu d'intégration est réservé aux Belges, aux ressortissants d’un pays de l’Union européenne et aux membres de leurs familles bénéficiant d'un droit de séjour de plus de trois mois en Belgique, aux étrangers inscrits au registre de la population, aux apatrides et aux réfugiés politiques reconnus. Les autres personnes qui résident en Belgique sans remplir cette condition « de nationalité » peuvent, éventuellement, prétendre à l’aide sociale.
2. Condition d'âge : le revenu d'intégration est accordé exclusivement aux personnes majeures, c’est-à-dire âgées de dix-huit ans au moins. Il est aussi accordées aux personnes assimilées aux majeurs par la loi : le mineur émancipé par le mariage, le mineur célibataire ayant un ou plusieurs enfants à charge ou la mineure enceinte.
3. Condition de résidence : le revenu d’intégration est accordé à toute personne ayant sa résidence effective en Belgique, c'est-à-dire qui y séjourne de manière habituelle et effective (sans pour autant devoir être inscrite dans les registres de la population). À ce titre, les centres publics d'action sociale servent d'adresse provisoire de référence aux sans-abri. Le revenu d'intégration n'est par ailleurs accordé, sauf exceptions, que par le CPAS de la commune du lieu de résidence de la personne concernée.
4. Condition d'absences de revenus ou de revenus insuffisants : le revenu d'intégration n'est octroyé que si l’on ne dispose pas de ressources suffisants ou si l’on est incapable de s'en procurer soit par des efforts personnels, soit par d’autres moyens. Si les ressources sont inférieures au montant alloué en fonction de la situation familiale, la différence sera accordée à titre de revenu d'intégration, moyennant certaines exonérations et abattements. La loi du 26 mai 2002 et son arrêté royal d'exécution contiennent l'ensemble des règles qui énoncent les ressources qui sont prises en compte, et le cas échéant de quelle manière, et celles qui sont au contraire exonérées.
5. Condition de disposition au travail : le bénéficiaire du revenu d’intégration doit être disposé à travailler sauf ci cela s'avère impossible pour des raisons d'équité ou de santé. S’il s’agit d’époux cohabitants, les deux partenaires doivent remplir cette condition. Le centre public d'action sociale décide lui-même, sous le contrôle des tribunaux du travail, comment les intéressés doivent faire la preuve de cette disposition au travail.
6. Faire valoir ses droits aux prestations (sociales ou alimentaires) auxquelles il peut être prétendu en vertu de la législation belge ou d'une législation étrangère.

Il existe enfin une condition de signature d’un contrat d’intégration : cette condition n’est obligatoire que pour les 18-25 ans. Dans ce contrat, le demandeur de l'aide s'engage à collaborer à la recherche d’une solution à sa situation en mettant tout en œuvre pour réussir sauf si cela s’avère impossible pour des raisons de santé ou d’équité. Si le demandeur refuse de signer le contrat, le centre public d’action sociale pourra le suspendre d’un mois d'aide et de trois mois maximum en cas de récidive dans l’année. Pour les plus de vingt-cinq ans, ce contrat n'est conclu que sur une base volontaire.

## Montants mensuels du revenu d’intégration
Le montant du revenu d'intégration est déterminé en fonction de la situation familiale et financière.
Ce montant maximum est fixé comme suit, au 1er février 2025 :
1. Catégorie 1, les cohabitants : 876,13 euros/mois  (par cohabitant)
2. Catégorie 2, les personnes isolées : 1.314,20 euros/mois
3. Catégorie 3, les personnes vivant avec au moins un enfant mineur à leur charge  : 1.776,07 euros/mois

Les montants des aides sont rattachés à « l’indice santé » des prix à la consommation déterminé par le Service public fédéral Économie, PME, Classes moyennes et Énergie.

## Procédure d’octroi et recours
La loi du 26 mai 2002 prévoit que le CPAS est tenu de communiquer à toute personne qui lui en fait la demande toute information utile au sujet de ses droits et obligations en matière d’intégration sociale.
La loi prévoit que le revenu d'intégration est accordé sur demande, voire de la propre initiative du CPAS. En pratique, c'est toujours par une demande au CPAS de son lieu de résidence que va s'ouvrir la reconnaissance du droit au revenu d'intégration.
Le CPAS est tenu d'inscrire les demandes reçues par ordre chronologique et d'en accuser réception par un écrit remis ou adressé au demandeur. S'il s'estime incompétent, le CPAS est tenu d'en avertir le demandeur dans les cinq jours et de transmettre sa demande au CPAS qu'il estime compétent pour y donner suite.
Le CPAS examine la demande de revenu d'intégration en procédant à une enquête sociale. Celle-ci est destinée à vérifier si les conditions d'octroi du revenu d'intégration sont remplies.Cette enquête comporte généralement une visite à domicile.
La loi impose au demandeur du revenu d'intégration de fournir tout renseignement utile à l'examen de sa demande. De son côté, le CPAS est lui aussi tenu de recueillir tous les éléments utiles en vue de prendre position sur la demande dont il est saisi.
Avant de statuer sur une demande de revenu d'intégration (ou de prendre une décision de retrait ou de suspension de celui-ci), le CPAS est tenu d'offrir à la personne concernée une possibilité d'audition.
Le CPAS est tenu de prendre une décision dans les trente jours qui suivent la réception de la demande de revenu d'intégration. Cette décision doit ensuite être notifiée à l'intéressé dans un délai de huit jours. Cette notification a lieu par remise en mains propres contre un accusé de réception ou par envoi recommandé. Dans la pratique, bon nombre de décisions favorables sont adressées par un courrier simple. La décision, lorsqu'elle est favorable, c'est-à-dire lorsqu'elle donne lieu à l'octroi du revenu d'intégration, a effet au jour de la demande formulée au CPAS.
La décision du CPAS doit nécessairement être écrite. Elle doit par ailleurs être motivée, conformément aux exigences de la loi du 29 juillet 1991 relative à la motivation formelle des actes administratifs. En outre, la décision doit comporter une série de mentions obligatoires dont notamment la possibilité d'intenter un recours, le délai dans lequel ce recours doit être introduit et l'adresse du Tribunal compétent. Faute de comporter ces mentions obligatoires, le délai de recours ne commencera jamais à courir à l'encontre de la personne concernée.
Une fois le revenu d'intégration accordé, le CPAS a la possibilité de revoir sa décision dans une série d'hypothèses: modification de la situation de l'intéressé ou de ses droits, erreur de fait ou de droit commise par le CPAS ou encore décision prise sur la base de déclarations inexactes ou incomplètes. Le bénéficiaire du revenu d'intégration a l'obligation d'informer le CPAS de tout élément nouveau de nature à avoir une répercussion sur le droit qui lui a été reconnu. En cas de méconnaissance de cette obligation, le bénéficiaire s'expose à des sanctions consistant en la suspension du paiement du revenu d'intégration, pour une durée pouvant aller jusqu'à deux ans.
En cas de révision d'une décision par le CPAS, celle-ci a effet rétroactif. Il en va différemment lorsque la révision est la conséquence d'une erreur du CPAS dont l'intéressé ne pouvait se rendre compte. En ce cas, lorsque la révision est défavorable, elle n'a effet que pour l'avenir. 
Toutes les décisions des CPAS en matière de revenu d'intégration peuvent faire l'objet d'un recours devant le Tribunal du travail du lieu du domicile de la personne concernée. Ce recours doit impérativement être introduit dans un délai de trois mois à partir de la notification de la décision en cause. Il peut être formé par une simple requête, c'est-à-dire sans condition de forme.
Le recours est gratuit et les frais de procédure restent toujours à la charge du CPAS, à moins que le recours ne soit considéré comme téméraire et vexatoire.